# Майкл Ельман
Майкл Ельман (англ. Michael Elleman) — американський експерт. Старший співробітник регіональної співпраці з питань безпеки Міжнародного інституту стратегічних досліджень в Лондоні.. Основна сфера діяльності — дослідження балістичних ракет КНДР та Ірану, розробка стратегії співробітництва США, НАТО і РФ.

## Життєпис
У 1980—2001 рр. — науковий співробітник Lockheed Martin Corporation.
У 1995—2001 рр. — очолював програму спільного зменшення небезпеки в РФ, спрямованої на демонтаж застарілих ракет дальнього радіуса дії
У 2002—2003 рр. — Інспектор комісії зі спостереження, верифікації та інспекцій зброї Організації Об'єднаних Націй.
У 2003—2009 рр. — Старший юрист консалтингової компанії «Booz Allen Hamilton» Вашингтон, округ Колумбія
З травня 2009 року — Старший співробітник регіональної співпраці з питань безпеки Міжнародного інституту стратегічних досліджень, Вашингтон, округ Колумбія.
У 2010—2016 рр. — працював у аналітичному центрі «Атлантична рада США».
У 2009—2013 рр. — Експерт-коментатор BBC, PBS, Al Jazeera, CNN та інших телевізійних ЗМІ.
Надає експертні коментарі щодо розповсюдження зброї масового знищення, протиракетної оборони та регіональної безпеки в Перській затоці, Росії та Північній Кореї. Технічний консультант документального фільму про атаку із застосуванням хімічної зброї в серпні 2013 року в Сирії.
У серпні 2017 року опублікував статтю в Нью-Йорк Таймс про ракетну програму КНДР де допустився звинувачення на адресу українського підприємства «Південмаш» в передачі ракетних технологій та двигунів до Північної Кореї. Згодом заявив, що не стверджував про причетність української влади до ймовірного постачання.

## Цікаві факти
- Має дружину росіянку Тетяну. Сина звати Микита. Вживає горілку «Путінка»[5]

## Публікації
- Iran's Ballistic Missile Capabilities: a net assessment Taylor and Francis/IISS (2010)
- North Korea's Ballistic Missile Programs: Taylor and Francis/IISS (2011)
- «Prelude to and ICBM? Putting North Korea's Unha-3 into Context» Arms Control Today (2013)
- Banning Long-Range Missiles in the Middle East: a first step for Regional Arms Control. Arms Control Today (2012)
- «Missile Defense: Toward a New Paradigm» EASI Working Group on Missile Defense. Carnegie (2012)
- «Iranian ICBMs — a distant prospect» Strategic Comment, IISS (2013)
- «Syrian chemical plan faces multiple challenges» Strategic Comment, IISS (2010)
- The secret to North Korea's ICBM success (2017)[6]